# 3e Bataillon (Toronto Regiment), CEC

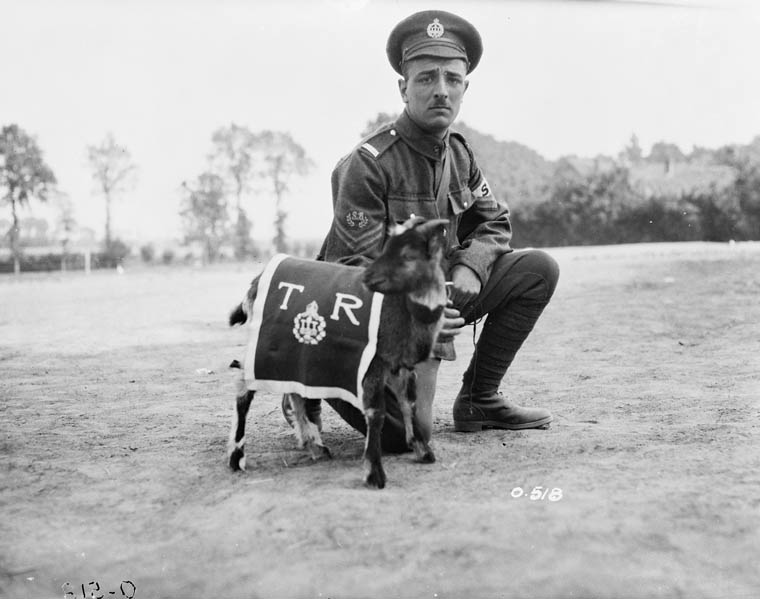
La mascotte du 3e Bataillon, CEC en août 1916

Le 3e Bataillon (Toronto Regiment), CEC, 3rd Battalion (Toronto Regiment), CEF en anglais, était un bataillon du Corps expéditionnaire canadien (CEC) lors de la Première Guerre mondiale. Il participa notamment aux batailles d'Ypres et de la crête de Vimy. L'héritage du 3e Bataillon, CEC est perpétué par The Queen's Own Rifles of Canada et The Royal Regiment of Canada.

## Histoire
Le 3e Bataillon, CEC s'organisa et effectua son entraînement initial au camp Valcartier au Québec avant de s'embarquer pour la Grande-Bretagne à Québec à bord du S.S. Tunisian. Il débarqua à Plymouth en Angleterre le 14 octobre suivant et se rendit aux plaines de Salisbury où il demeura pendant plus de trois mois. Le 11 février 1915, le bataillon débarqua en France à Saint-Nazaire. Il fut initié à la vie dans les tranchées à Armentières par la British Army avant d'occuper ses propres tranchées, le 4 mars, à Fleurbaix où il demeura jusqu'à la fin mars. Au sein de sa division, il fut envoyé vers le sud pour mener une attaque sur la crête d'Aubers, mais cette attaque fut annulée. Il retourna alors au nord et pris la relève des troupes françaises dans les tranchées entre Langemark et Zonnebeke au nord-ouest d'Ypres en Belgique. Le 22 avril 1915, les Allemands lancèrent leur première attaque au gaz contre les troupes françaises et le flanc des troupes canadiennes qui forcèrent les Français à battre en retraite tandis que les Canadiens ont tenu leurs positions. C'est ainsi que le 3e Bataillon fut rapidement envoyé sur la ligne de front pour appuyer la 3e Brigade canadienne. La ligne fut tenue et la situation stabilisée le 27 avril et le 3e Bataillon fut la dernière unité à être retirée. Ainsi, la bataille d'Ypres fut la première bataille du bataillon. Il perdit 19 officiers et 460 membres du rang au cours de cette bataille.

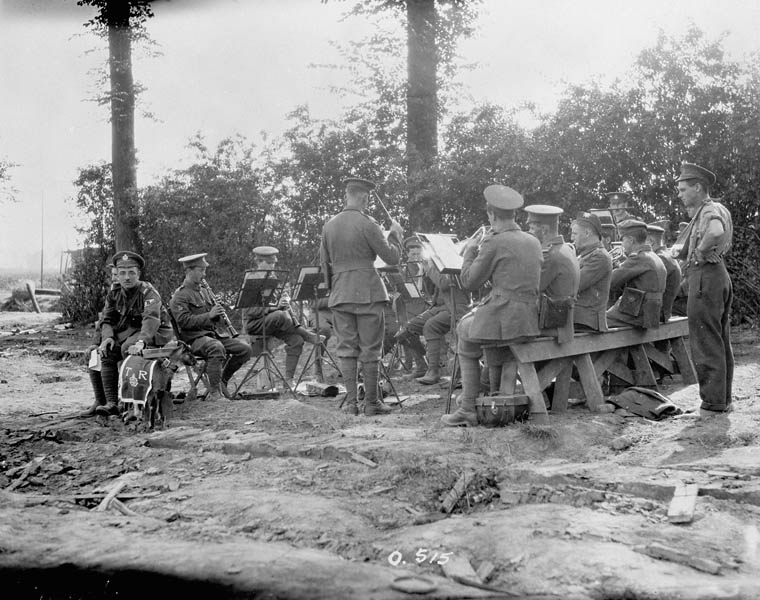
La fanfare du 3e Bataillon, CEC en août 1916

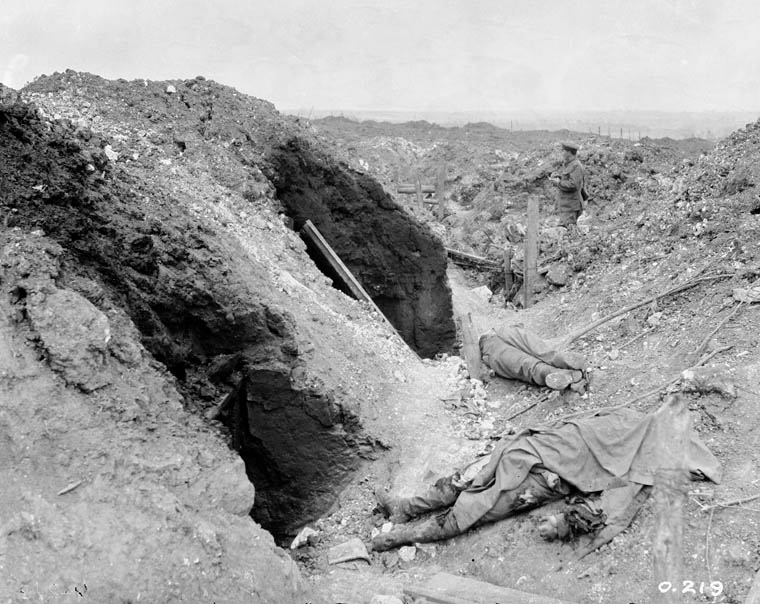
Tranchée allemande détruite par des tirs d'artillerie au cours de la bataille du mont Sorrel

Par la suite, le bataillon fut envoyé vers le sud et fut impliqué dans la bataille de Festubert à partir du 21 mai 1915. Il fut retiré 11 jours plus tard après avoir subi la perte de 8 officiers et 182 soldats. Quelques jours plus tard, il fut envoyé sur la ligne de front à Givenchy. Le 15 juin, les Alliés menèrent une attaque importante. Le 3e Bataillon était en appui lors de cette attaque. Il subit néanmoins la perte de 5 officiers et 165 soldats. Le 28 juin, la 1re Division canadienne, incluant le 3e Bataillon, fut envoyée dans les tranchées plus tranquilles de Ploegsteert en Belgique où elle demeura pendant trois mois. Le 7 octobre, elle fut envoyée au nord de Wulverghem où elle resta jusqu'en mars 1916. Au cours de cette période, les pertes furent de 6 officiers et 165 membres du rang.

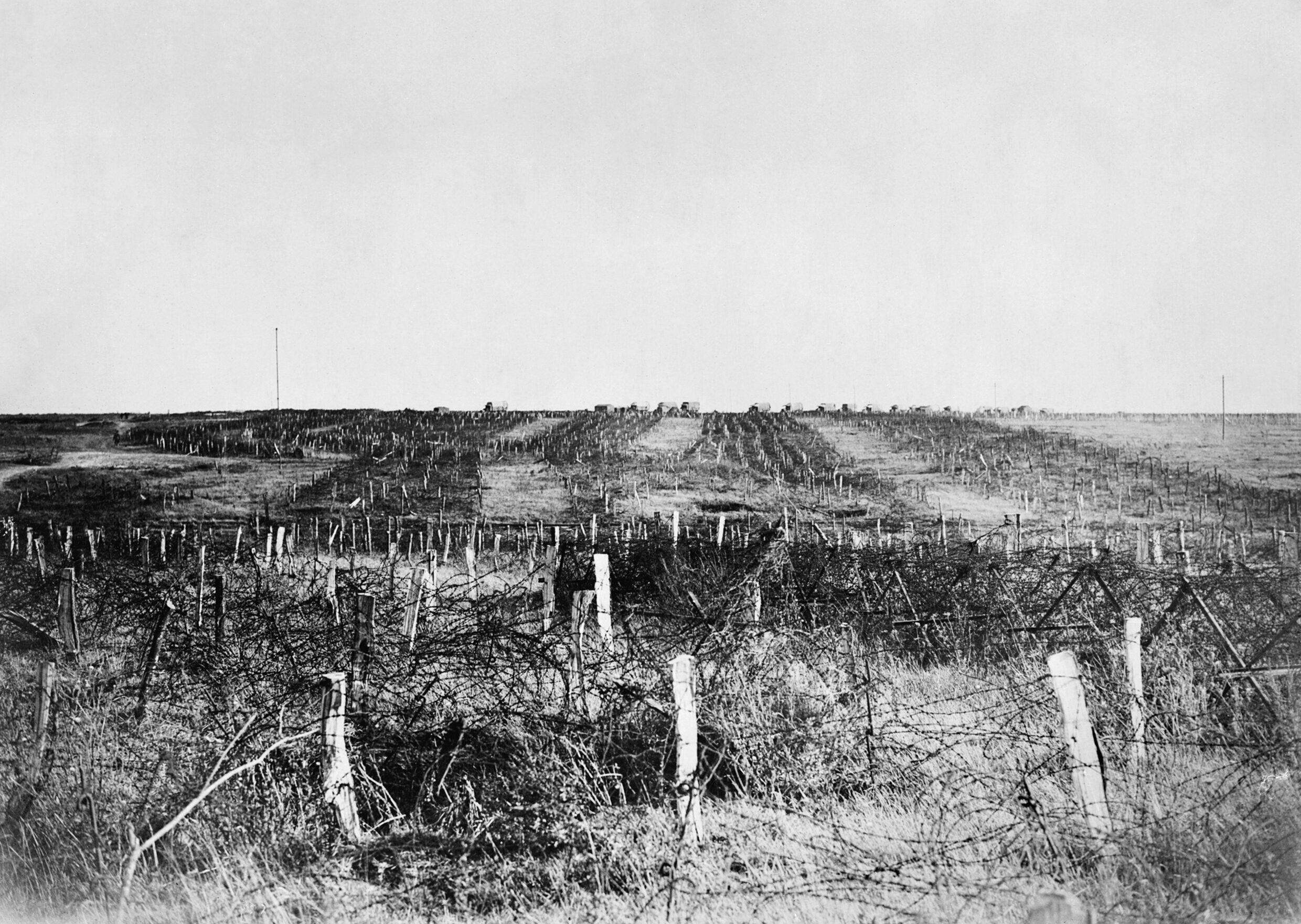
Fils barbelés allemands à la ligne Drocourt-Quéant en octobre 1918 (photographie prise par un photographe officiel canadien)

À la fin mars 1916, le bataillon fut envoyé au « secteur international » au sud de la côte 60 et au nord de Saint-Éloi. C'était une zone de combat et, bien qu'il n'y ait pas de batailles majeures, les pertes furent importantes. Le 2 juin, le bataillon dut reculer vers Ypres à la suite de bombardements ennemis qui durèrent cinq heures. La pire partie du combat se déroula dans la région du mont Sorrel dans le saillant d'Ypres près d'Ypres. Le 11 juin, le bataillon participa à l'assaut sur le mont Sorrel qui fut réussi malgré les bombardements ennemis. Les pertes furent de 16 officiers et 412 soldats. Le 3e Bataillon reçut la citation du commandant du Corps canadien pour cet exploit. Quelques jours plus tard, le bataillon retourna dans les tranchées sur la ligne de front pendant deux mois.
À ce moment, la bataille de la Somme faisait rage et le Corps canadien fut dépêché pour y prendre part. Jusqu'à la fin août, le 3e Bataillon effectua trois rotations au front à la ferme Mouqet, à Courcelette et aux tranchées Practice. Le 8 juin, il mena, avec les 4e et 16e Bataillon, une offensive à la tranchée Regina. Les trois bataillons atteignirent leur objectif, mais les éléments de flanc furent retenus par des obstacles. Ainsi, ils se retrouvèrent coupés du reste des troupes et furent presque totalement anéantis par les bombardements ennemis. Les pertes au cours de cette opération furent de 27 officiers et 682 soldats.

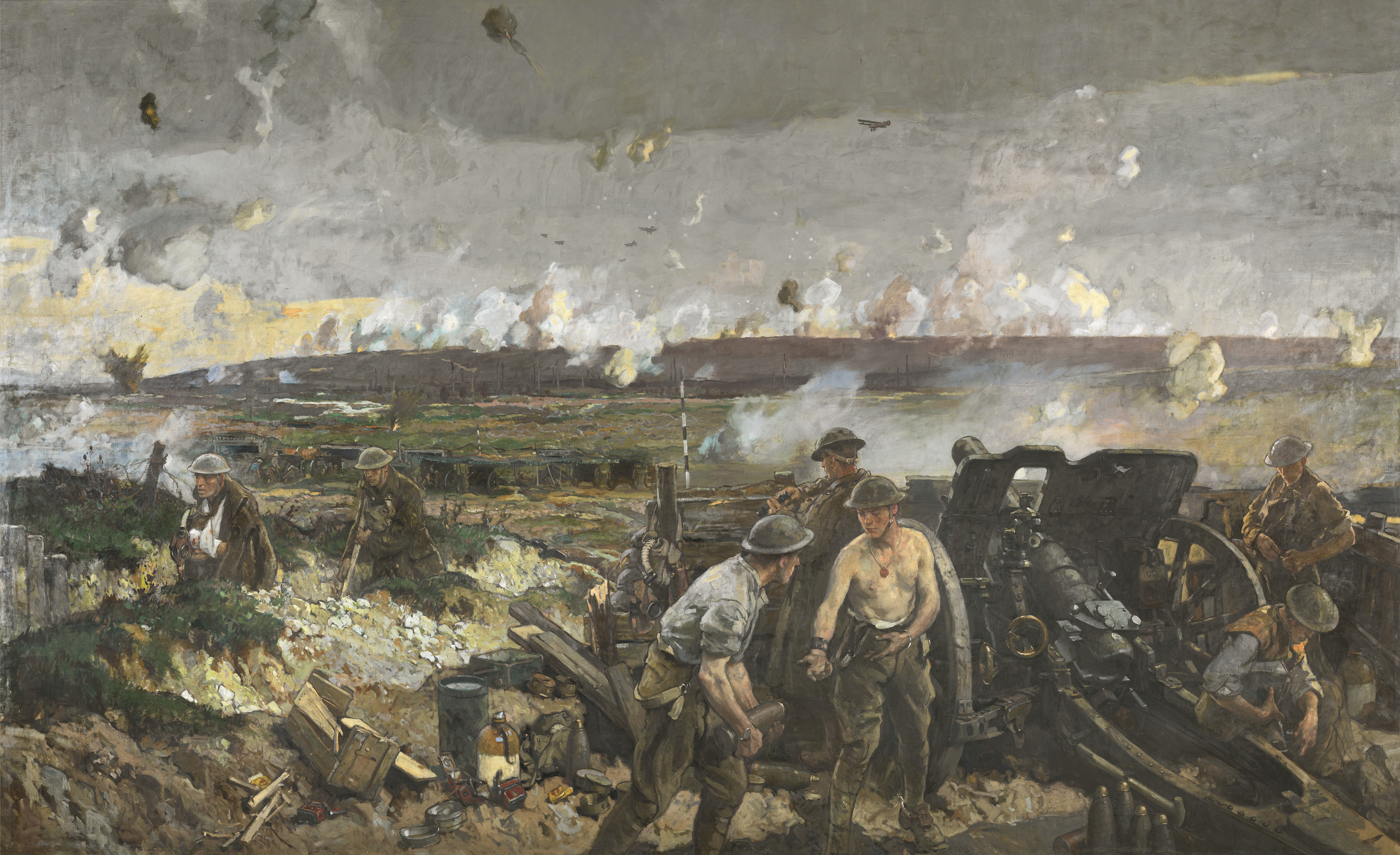
La Bataille de Vimy par Richard Jack (vers 1918) au Musée canadien de la guerre

Ensuite, la 1re Division canadienne fut transférée à la crête de Vimy. Le 3e Bataillon mena un important raid réussi le 9 décembre. À la suite de cela, il effectua des rotations dans les tranchées sur la ligne de front près de Souchez et de la crête de Vimy. Durant ces rotations, les pertes furent de 17 officiers et 87 membres du rang. Le 9 avril 1917, le 3e Bataillon participa à la bataille de la crête de Vimy. Il se trouvait alors à l'extrémité droite du Corps canadien et avait ainsi la plus grande distance à parcourir. Il réussit tout de même à capturer son objectif à temps. Il captura également quatre canons ennemis, les premiers à être capturés par des troupes canadiennes. Il perdit 6 officiers et 179 soldats au cours de cette opération. Durant les jours qui suivirent, l'avance continua vers l'est de la crête. Le 3 mai, la 1re Brigade mena une offensive réussie sur Fresnoy, mais ce ne fut pas le cas, encore une fois, des troupes sur les flancs, mais l'objectif fut tenu en dépit de pertes nombreuses. En tout, ces pertes furent de 12 officiers et de 245 soldats. Le lendemain, toute la division fut envoyée derrière les lignes pour un mois de repos.
En juin 1917, le 3e Bataillon était de retour sur la ligne de front à Mericourt. En août, il était en appui lors de la bataille de la côte 70 et fut envoyé devant immédiatement après l'offensive. Il perdit 117 hommes pour tenir la ligne de front. En début septembre, l'unité fut envoyée sur la ligne de front entre la côte 70 et Lens où il perdit 5 officiers et 86 soldats. À ce moment, la troisième bataille d'Ypres se déroulait depuis quelques mois. Le Corps canadien reçut la tâche de capturer la crête de Passchendaele. L'attaque fut menée le 6 novembre. L'offensive fut un succès, mais de nombreuses pertes furent encourues, c'est-à-dire 9 officiers et 254 soldats. C'est au cours de cette bataille que le caporal Colin Fraser Barron de la compagnie D du 3e Bataillon fut décoré de la croix de Victoria, la plus haute récompense des forces du Commonwealth. Le lendemain, le bataillon fut relevé et alla occuper les tranchées à Lens. En décembre, il fut envoyé derrière les lignes pour un autre mois de repos.
À la fin janvier 1918, le bataillon retourna sur la ligne de front où il effectua des rotations dans les tranchés dans le secteur de Saint-Émile au nord de Lens ainsi qu'à la côte 70 jusqu'à l'offensive majeure des Allemands du 21 mars. À ce moment, le bataillon fut envoyé à Amiens, mais il fut renvoyé aussitôt à Arras où il occupa la ligne de front sur la colline Telegraph. Durant les mois qui suivirent, il effectua des rotations dans les tranchées à Arras et de la Scarpe. Par la suite, il fut envoyé derrière les lignes pour de l'entraînement supplémentaire en préparation d'une contre-offensive majeure. Celle-ci eut lieu le 8 août et fut un succès puisque tous les objectifs, incluant six mitrailleuses lourdes, furent capturés. Au cours de cette opération, les pertes furent de 16 officiers et 235 soldats. Le 25 août, le bataillon fut envoyé à Dainville à l'ouest d'Arras. Après la bataille d'Arras où les 2e et 3e Division canadienne firent d'importants progrès, la 1re Division fut envoyée pour capturer Vis-en-Artois. L'opération fut un succès et le bataillon fut immédiatement renvoyé derrière les lignes à Wancourt.
Le 2 septembre 1918, le bataillon participa à l'attaque contre la ligne Drocourt-Quéant (en). Le 15 septembre, il fut envoyé à Hendecourt où une importante offensive menée par deux armées avait lieu. La 1re Brigade, incluant le 3e Bataillon, participa à la bataille de Cambrai, le 27 septembre, qui fut un succès. Au cours de cette bataille, en un seul jour, le bataillon a capturé 28 mitrailleuses et canons ennemis. De plus, c'est également au cours de cette bataille que le capitaine George Fraser Kerr fut décoré de la croix de Victoria. L'offensive fut continuée par les 1er et 4e Bataillon avec le 3e Bataillon qui fournissait des renforts. En tout, les pertes furent de 11 officiers et 183 soldats. En octobre, le 3e Bataillon mena un raid appuyé par les ingénieurs pour traverser le canal Sensée. Il ramena plusieurs prisonniers ainsi que quatre mitrailleuses ennemies.
Lorsque l'armistice fut signé, le 11 novembre 1918, le bataillon se trouvait à Montigny. Deux jours plus tard, le bataillon commença la marche vers le Rhin, une distance de plus de 400 km. Le 4 décembre 1918, le bataillon entra en Allemagne à Poteau alors que la fanfare jouait The Maple Leaf. Il atteignit le Rhin le 9 décembre et fait alors partie des premières troupes canadiennes à s'y rendre. Quatre jours plus tard, toute la division canadienne traversa le Rhin à Cologne. Le 10 janvier 1919, le bataillon fut envoyé, en train, en Belgique où il resta jusqu'au 18 mars avant de prendre le train pour Le Havre. Il fut de retour en Angleterre le 22 mars. Il embarque à bord du S.S. Olympic le 14 avril et fut de retour à Halifax le 21 avril. Il arriva à Toronto le 23 avril 1918 avec un effectif de 31 officiers et 694 membres du rang, dont deux officiers et 32 soldats qui faisaient partie de l'effectif initial de l'unité. En somme, au cours du conflit, ce sont 245 officiers et 8 096 soldats qui firent partie des rangs du 3e Bataillon, CEC. Les pertes cumulatives furent de 181 officiers et 4 592 membres du rang. Le 3e Bataillon reçut un total de 21 honneurs de bataille,.

## Liste des commandants
| Nom                             | Années    |
| ------------------------------- | --------- |
| Lieutenant-colonel R. Rennie    | 1914-1915 |
| Lieutenant-colonel W.D. Allan   | 1915-1916 |
| Lieutenant-colonel B. Rogers    | 1916-1921 |
| Lieutenant-colonel D.H.C. Mason | 1921-1925 |
| Lieutenant-colonel E.H. Minns   | 1925-1926 |
| Lieutenant-colonel S.B. Pepler  | 1926-1929 |
| Lieutenant-colonel H.R. Alley   | 1929-1932 |
| Lieutenant-colonel F.H. Marani  | 1932-1936 |

## Perpétuations
L'héritage et les honneurs de bataille du 3e Bataillon, CEC sont perpétués par The Queen's Own Rifles of Canada et The Royal Regiment of Canada.